# 入船和真
入船 和真（いりふね かずま、1986年11月15日 - ）は、宮崎県宮崎市出身の元サッカー選手。

## 来歴
現役時代は、1対1や正確なキックからのロングパスが得意な左アウトサイド。左SB、WBだけでなく、左CBもこなした。
元々攻撃的なMFの選手であったが、鵬翔高校時代 に左SBへコンバート。2003年の2年生次にはレギュラーをつかみ、高校選手権などで活躍。2004年、高円宮杯ユース選手権準決勝で、サンフレッチェ広島ユースと対戦している。
当時の小野剛監督が直接説得したことがきっかけとなり、2005年にサンフレッチェ広島とプロ契約。
同じポジションには鉄人と呼ばれ決して試合を欠場しない服部公太がいるためなかなか出番はなかった。2006年途中から就任したペトロヴィッチ監督からは期待され、14節のジェフユナイテッド市原・千葉戦で本職の左サイドではなく、右サイドのストッパーとしてプロデビューした。
2008年から徳島ヴォルティスへ移籍。しかし出場機会なく、2008年シーズン終了後引退。
2009年現在、飲食店店員。

## 個人成績
| 国内大会個人成績 | 国内大会個人成績 | 国内大会個人成績 | 国内大会個人成績 | 国内大会個人成績 | 国内大会個人成績 | 国内大会個人成績 | 国内大会個人成績 | 国内大会個人成績 | 国内大会個人成績 | 国内大会個人成績 | 国内大会個人成績 |
| 年度             | クラブ           | 背番号           | リーグ           | リーグ戦         | リーグ戦         | リーグ杯         | リーグ杯         | オープン杯       | オープン杯       | 期間通算         | 期間通算         |
| 年度             | クラブ           | 背番号           | リーグ           | 出場             | 得点             | 出場             | 得点             | 出場             | 得点             | 出場             | 得点             |
| 日本             | 日本             | 日本             | 日本             | リーグ戦         | リーグ戦         | リーグ杯         | リーグ杯         | 天皇杯           | 天皇杯           | 期間通算         | 期間通算         |
| ---------------- | ---------------- | ---------------- | ---------------- | ---------------- | ---------------- | ---------------- | ---------------- | ---------------- | ---------------- | ---------------- | ---------------- |
| 2005             | 広島             | 30               | J1               | 0                | 0                | 0                | 0                | 0                | 0                | 0                | 0                |
| 2006             | 広島             | 30               | J1               | 1                | 0                | 0                | 0                | 1                | 0                | 2                | 0                |
| 2007             | 広島             | 30               | J1               | 0                | 0                | 0                | 0                | 0                | 0                | 0                | 0                |
| 2008             | 徳島             | 19               | J2               | 0                | 0                | -                | -                | 0                | 0                | 0                | 0                |
| 通算             | 日本             | 日本             | J1               | 1                | 0                | 0                | 0                | 1                | 0                | 2                | 0                |
| 通算             | 日本             | 日本             | J2               | 0                | 0                | -                | -                | 0                | 0                | 0                | 0                |
| 総通算           | 総通算           | 総通算           | 総通算           | 1                | 0                | 0                | 0                | 1                | 0                | 2                | 0                |

## 出場歴・タイトル

### 高校・クラブチーム
高校
- 全国高校サッカー選手権大会（2003年、2004年）
- 高円宮杯全日本ユース選手権3位（2004年）

クラブチーム
- 公式戦初出場：2006年日7月22日J1リーグ第14節ジェフユナイテッド千葉戦(広島ビッグアーチ)
  - 69分、李漢宰に代わって出場

### 代表
アンダーカテゴリー
- U-18日本代表(2004年)
- 日本高校選抜(2005年)